# Władysław Gaweł (polityk)
Władysław Gaweł (ur. 16 lutego 1926 w Przewrotnem) – polski doker i działacz komunistyczny, poseł na Sejm PRL VI kadencji.

## Życiorys
Uzyskał wykształcenie średnie. W 1950 podjął pracę w porcie gdańskim. Działał w Związku Młodzieży Polskiej, od 1955 należał do Polskiej Zjednoczonej Partii Robotniczej. Pełnił funkcję II sekretarza oddziałowej organizacji partyjnej, zasiadał też w egzekutywie podstawowej organizacji partyjnej. W 1962 dostąpił awansu na starszego brygadzistę przeładunkowego. W 1966 ukończył studium ekonomiki portów na Wieczorowym Uniwersytecie Marksizmu-Leninizmu. Następnie, w 1968 uzyskał tytuł mistrza dokera. W 1972 uzyskał mandat posła na Sejm PRL w okręgu Gdańsk. Zasiadał w Komisji Gospodarki Morskiej i Żeglugi oraz w Komisji Pracy i Spraw Socjalnych.

## Odznaczenia
- Brązowy Krzyż Zasługi